# DR-Baureihe 89.59–66
In die Baureihe 89.59–66 reihte die Deutsche Reichsbahn Tenderlokomotiven mit der Achsfolge C und einer Achslast von 10 (89.60) bis 16 (89.66) Tonnen ein. Vorherrschend in dieser Baureihengruppe sind Lokomotiven der Reihe T 3, es sind auch standardisierte Werklokomotiven und Sonderkonstruktionen enthalten.

## Übersicht (unvollständig)
| DR-Betriebsnummer  | ehem. Betriebsnummer                          | Bemerkung |
| ------------------ | --------------------------------------------- | --- |
| 89 5901            | Preußische T 3                                | von Bahnstrecke Arnstadt–Ichtershausen Henschel Werknummer 6541 (6841)                                              |
| 89 5902–5903       | Lenz Typ b                                    | von Greifswald-Grimmener Eisenbahn, Hersteller Vulcan 2615, 2905                                                    |
| 89 6001–6004       | Preußische T 3                                | verschiedene Bahnen, Hersteller BMAG 2043, Hanomag 2489, 2533, Union 791                                            |
| 89 6005            | Lenz Typ b                                    | von Teltower Eisenbahn, Hersteller Vulcan 1504                                                                      |
| 89 6006–6013       | Preußische T 3                                | verschiedene Bahnen, verschiedene Hersteller                                                                        |
| 89 6014            | Lenz Typ b                                    | von Bunzlauer Kleinbahn, Hersteller Vulcan 2323                                                                     |
| 89 6015–6016       | Preußische T 3                                | von Genthiner Kleinbahn, Hersteller Henschel 7028, 10039                                                            |
| 89 6017            | Henschel Typ Bismarck                         | von Kleinbahnabteilung des Provinzialverbandes Sachsen, Hersteller Henschel                                         |
| 89 6018            | Preußische T 3                                | von Bahnstrecke Arnstadt–Ichtershausen, Hersteller Hanomag 5398                                                     |
| 89 6019–6032       | Henschel Typ Bismarck                         | von Kleinbahnabteilung des Provinzialverbandes Sachsen, Hersteller Henschel u. a. 11085, 11086, 13025, 21445, 21446 |
| 89 6034            | Henschel Typ Thüringen                        | von Werkbahn, Hersteller Henschel 12307                                                                             |
| 89 6101–6104, 6106 | Preußische T 3                                | verschiedene Bahnen, Hersteller Henschel 3598, 3772, Hanomag 2860, 2861, Hohenzollern 1182                          |
| 89 6105            | Preußische T 3                                | von Prenzlauer Kreisbahnen, Hersteller Henschel 4662                                                                |
| 89 6107–6113       | Preußische T 3                                | verschiedene Bahnen, verschiedene Hersteller                                                                        |
| 89 6114–6132       | Preußische T 3                                | verschiedene Bahnen, verschiedene Hersteller                                                                        |
| 89 6133            | Henschel Typ Bismarck                         | von Stendaler Kleinbahn, Hersteller Henschel 8587                                                                   |
| 89 6134–6135       | Preußische T 3                                | Müncheberger Kleinbahn, O&K 3153-3154                                                                               |
| 89 6136–6141       | Preußische T 3                                | verschiedene Bahnen, verschiedene Hersteller                                                                        |
| 89 6142–6151       | Preußische T 3                                | Oderbruchbahn, O&K 4401-4412                                                                                        |
| 89 6152–6158       | Preußische T 3                                | verschiedene Bahnen, verschiedene Hersteller                                                                        |
| 89 6159            | Preußische T 3                                | Bunzlauer Kleinbahn, O&K 6117                                                                                       |
| 89 6160            | Henschel Typ Bismarck                         | von Kleinbahnabteilung des Provinzialverbandes Sachsen, Hersteller Henschel                                         |
| 89 6161            | Preußische T 3                                | Bahnstrecke Aschersleben–Nienhagen, Jung 1965                                                                       |
| 89 6162            | Henschel Typ Bismarck                         | von Kleinbahnabteilung des Provinzialverbandes Sachsen, Hersteller Henschel 13026                                   |
| 89 6163–6164       | Preußische T 3                                | verschiedene Bahnen, verschiedene Hersteller                                                                        |
| 89 6165            | Hohenzollern-Werklok                          | ähnlich ELNA 1, von Boizenburger Stadt- und Hafenbahn, Hohenzollern 4536                                            |
| 89 6166–6167       | Henschel Typ Bismarck                         | von Kleinbahnabteilung des Provinzialverbandes Sachsen, Hersteller Henschel u. a. 20938                             |
| 89 6168            | Einzelanfertigung                             | ähnlich Henschel Typ Bismarck, von Kleinbahn Goldbeck–Werben (Elbe), Henschel 21705                                 |
| 89 6201–6203       | Hanomag Sondertyp                             | von Niederlausitzer Eisenbahn, Hersteller Hanomag 3649-3651                                                         |
| 89 6204            | Preußische T 3                                | Goldbeck-Werbener Eisenbahn, O&K 962                                                                                |
| 89 6205            | Preußische T 3                                | von Werkbahn, Herstellerangaben ungenau                                                                             |
| 89 6206            | Preußische T 3                                | Bunzlauer Kleinbahn, MBA 293                                                                                        |
| 89 6207            | Preußische T 3                                | von Preußische Staatseisenbahnen, O&K 2012                                                                          |
| 89 6208            | T 3 der BLE                                   | von Braunschweigische Landes-Eisenbahn-Gesellschaft, Hanomag 4621                                                   |
| 89 6209–6210       | Preußische T 3                                | Gardelegen-Haldensleben-Weferlinger Eisenbahn, Hersteller Henschel 7029, 7030                                       |
| 89 6211            | Preußische T 3                                | von Kremmen-Neuruppin-Wittstocker Eisenbahn, O&K 2600                                                               |
| 89 6212            | Henschel Typ Bismarck                         | von Kleinbahnabteilung des Provinzialverbandes Sachsen, Hersteller Henschel                                         |
| 89 6213–6214       | Hanomag Sondertyp                             | von Niederlausitzer Eisenbahn, Hersteller Hanomag 5009, 5215                                                        |
| 89 6215            | Preußische T 3                                | von Weimar-Berka-Blankenhainer Eisenbahn, O&K 2538                                                                  |
| 89 6216, 6218      | Preußische T 3                                | von Ruhlaer Eisenbahn, O&K 2538, 2926                                                                               |
| 89 6217, 6219      | Borsig-Werklok 350 PS                         | von Osthavelländische Kreisbahnen, Königs Wusterhausen-Mittenwalde-Töpchiner Kleinbahn, Borsig 6899, 7408           |
| 89 6220            | T 3 der BLE                                   | von Braunschweigische Landes-Eisenbahn-Gesellschaft, Hanomag 5832                                                   |
| 89 6221            | Preußische T 3                                | von Liegnitz-Rawitscher Eisenbahn, Vulcan 2613                                                                      |
| 89 6222–6225       | T 3 mit Schlepptender                         | von Oderbruchbahn, O&K 4701-4704                                                                                    |
| 89 6226            | Hanomag Sondertyp                             | von Niederlausitzer Eisenbahn, Hersteller O&K 5364                                                                  |
| 89 6227            | Jung Typ Pudel                                | von Bahnstrecke Aschersleben–Nienhagen, Jung 2025                                                                   |
| 89 6228            | Preußische T 3                                | von Gardelegen-Haldensleben-Weferlinger Eisenbahn, Henschel 12387                                                   |
| 89 6229–6232       | Preußische T 3                                | Prenzlauer Kreisbahnen, Hersteller Jung 2235-2238                                                                   |
| 89 6233            | Hanomag-Werklok                               | Burgdorfer Kreisbahnen, Hersteller Hanomag 7975                                                                     |
| 89 6234            | Henschel Typ Bismarck                         | von Kleinbahnabteilung des Provinzialverbandes Sachsen, Hersteller Henschel                                         |
| 89 6235            | Preußische T 3                                | von Prettin-Annaburger Kleinbahn, Hersteller LHW 718                                                                |
| 89 6236 und 6238   | O&K Kleinbahntyp                              | von Bahnstrecke Aschersleben–Nienhagen, Hersteller O&K 10236, 10239                                                 |
| 89 6237            | LHW Sondertyp                                 | von Kleinbahn Erfurt–Nottleben, LHL 2936                                                                            |
| 89 6239            | Jung Typ Pudel                                | von Werkbahn, Jung 1914                                                                                             |
| 89 6276            | größerer Henschel-Kleinbahntyp mit Heißdampf  | von Prenzlauer Kreisbahnen, Henschel 12532                                                                          |
| 89 6277-6279       | kleinerer Henschel-Kleinbahntyp mit Heißdampf | von Kleinbahn Bismark-Gardelegen-Wittingen, Henschel 13030, 13031, 20572                                            |
| 89 6280            | ELNA 1                                        | von Ruhlaer Eisenbahn, Hohenzollern 4600                                                                            |
| 89 6281            | kleinerer Henschel-Kleinbahntyp mit Heißdampf | von Altmärkische Kleinbahn, Henschel 21447                                                                          |
| 89 6282            | ELNA 4                                        | von Kleinbahn Gransee–Neuglobsow, O&K 12159                                                                         |
| 89 6301            | Hohenzollern-Typ Crefeld                      | Lehniner Kleinbahn, Hersteller Hohenzollern 2723                                                                    |
| 89 6302 und 6304   | Borsig-Privatbahntyp                          | Königs Wusterhausen-Mittenwalde-Töpchiner Kleinbahn, Hersteller Borsig 8345, 8511                                   |
| 89 6303            | Jung Typ Pudel                                | von Werkbahn, Jung 1913                                                                                             |
| 89 6305            | Henschel Typ Thüringen                        | von Werkbahn, Hersteller Henschel 12900                                                                             |
| 89 6306            | Preußische T 3                                | von Niederlausitzer Eisenbahn, Hersteller O&K 7886                                                                  |
| 89 6307            | Hanomag-Werklok                               | Burgdorfer Kreisbahnen, Hersteller Hanomag 9436                                                                     |
| 89 6308-6309       | O&K Kleinbahntyp                              | von Bahnstrecke Aschersleben–Nienhagen, Franzburger Südbahn Hersteller O&K 10389, 9973                              |
| 89 6310 und 6311   | Henschel Typ Bismarck                         | von Bahnstrecke Mockrehna–Schildau, Torgauer Hafenbahn, Hersteller Henschel 21846, 23061                            |
| 89 6376            | kleinerer Henschel-Kleinbahntyp mit Heißdampf | von Altmärkische Kleinbahn, Henschel 21809                                                                          |
| 89 6401–6402       | Preußische T 7                                | von SEG, HBE, Hersteller Hohenzollern 558, 2104                                                                     |
| 89 6403            | WLE 81–83                                     | von Salzwedeler Kleinbahnen, Hersteller Hanomag 5205                                                                |
| 89 6404            | Henschel Typ Bismarck                         | von Ruppiner Eisenbahn Hersteller Henschel 11942                                                                    |
| 89 6405            | Hanomag-Werklok                               | Oschersleben-Schöninger Eisenbahn-Gesellschaft, Hersteller Hanomag 9450                                             |
| 89 6406            | LHW Sondertyp                                 | von Salzwedeler Kleinbahnen, LHL 2937                                                                               |
| 89 6407–6408       | Junkers 2–3                                   | von DWE, Krupp 1561 und 1757                                                                                        |
| 89 6409–6413       | Borsig-Werklok                                | von verschiedene Bahnen, Borsig 6343, 6344, 7365, 8796, 10817                                                       |
| 89 6476            | Preußische T 8                                | von Brandenburgische Städtebahn, MBA 399                                                                            |
| 89 6477–6478       | DWE 5-6                                       | von Dessau-Wörlitzer Eisenbahn, Henschel 16655, 17353                                                               |
| 89 6479–6481       | AEG-Typenlok                                  | von Osthavelländische Eisenbahn AEG 3106, 3151, 3152                                                                |
| 89 6576            | Preußische T 8                                | von Prenzlauer Kreisbahnen, Orenstein & Koppel 2576                                                                 |
| 89 6601            | Krupp Hannibal                                | bei Stendaler Kleinbahn, Krupp 2436                                                                                 |
| 89 6676            | ELNA 4                                        | von Lehniner Kleinbahn, O&K 12158                                                                                   |
| 89 7511            | Preußische T 3                                | von Görlitzer Kreisbahn, Hersteller O&K 6861                                                                        |

In verschiedene Nummernbereiche wurden zudem folgende Lokomotivtypen eingereiht:
- ELNA 1
- ELNA 4
- Preußische T 3
- Preußische T 7
- Preußische T 8
- Henschel Typ Bismarck
- Henschel Typ Thüringen
- Henschel Typ Preußen
- Krupp Hannibal
- Jung Typ Pudel